# Елхово
Вижте пояснителната страница за други значения на Елхово.
Ѐлхово е град в Югоизточна България, област Ямбол, втори по големина в областта след Ямбол. Елхово е административен център на община Елхово, която включва общо 21 села (кметства). Населението на града според преброяването от 7 септември 2021 г. е 9699 жители. По данни на ГРАО към 15 юни 2024 г. в града живеят 9299 души по настоящ адрес и 10 273 души по постоянен адрес.

## География
Град Елхово е разположен на левия бряг на река Тунджа в югоизточната част на Тракийската низина между Странджа и Сакар сред плодородно поле. Градът се намира на 28 km от ГКПП Лесово - Хамзабейли на българо-турската граница, на 38 km от областния център Ямбол, на 26 km от Тополовград, на 68 km от Сливен, на 127 km от Стара Загора, на 95 km от Бургас и на 338 km югоизточно от столицата София. Селищна система Елхово се намира в югоизточната част на Ямболска област. Обхваща част от низинно-хълмистата и нископланинска Тунджанска област – район на средното поречие на Тунджа и част от Дервентските възвишения.
Централно място заема Елховско поле. Неговата равна повърхнина се простира от двете страни на протичащата от север Тунджа. Надморската височина е 100 – 150 m. В периферните си части полето постепенно преминава в полегатите склонове на Манастирските и Дервентските възвишения.
Равнинният релеф в северната част постепенно преминава в нископланински – включва се част от Дервентските възвишения, които в географския си облик имат много общи черти със Странджа (планина). Условна граница между тях е плоската седловина, от която води началото си р. Поповска. По гърбището им минава държавната граница с Турция. Надморската височина на включената в селищната система част от Дервентските възвишения достига до 450 m. От северните им склонове събират водите си десните притоци на Тунджа – р. Поповска и р. Араплийска.
Дълбочината на разчлененост на релефа на района е много малка, а почвената ерозия е слабо изразена.
Река Тунджа пресича нископланинската верига в южната част, като разделя Дервентските възвишения от Сакар. Между тях реката образува дълъг пролом. Стръмните долини и многобройните извивки го превръщат в живописен и привлекателен край.

### Ветрове
Липсата на високи оградни планини и близостта на морето обуславят североизточни ветрове. Средната годишна скорост на вятъра е 3,3 м/сек. С големи скорости се характеризира южният вятър, който духа по долината на Тунджа. В началото на пролетта този вятър се проявява на буйни топли вълни.
През пролетта и есента, когато ветровете са носители на черноморски въздух, често се образуват мъгли и ниска облачност. Средният брой на мъгливите дни е 71, като максималният брой е през януари – 20, а минималният е през септември – 4 дни.

## История
В миналото по долината на река Тунджа между планините Странджа и Сакар е минавал пътят от долното течение на река Дунав през днешните Ямбол, Елхово и Одрин. През планината Сакар е минавал и друг важен път, свързващ Истанбул – Одрин – Пловдив – София – Белград. Важна роля в транспортните комуникации е имала река Тунджа, която е свързвала този край със Средиземноморието. Именно тези пътища, по които хилядолетия са преминавали народи и войски в четирите посоки на света, са оставали трайни следи върху развитието на стопанския живот, културния обмен и етнодемографските процеси.
Благоприятните природни условия на района обусловили появата на човешки живот още през епохата на неолита (6000 – 4000 г. пр.н.е.). За това свидетелстват запазените селищни могили, откритите каменни и медни оръдия на труда и работената на ръка керамика, украсена с врязани орнаменти. Бронзовата епоха е представена от културата на траките. Запазени са останки от тракийски крепости, селища и надгробни могили. Сред откритите в тях предмети преобладават фрагменти от битова керамика, оръжия и оръдия на труда и оброчни плочки с изображения на Тракийски конник. От траките са останали и интересни по своя градеж мегалитни гробници, наречени долмени. Сред тракийските племена по тези земи с най-голяма числености са: астите, обитаващи северните склонове на Странджа; одрисите, населяващи долината на река Тунджа и кените, за които споменава древногръцкият историк Херодот. Планината Сакар е най-богатата в Тракия не само на долмени, но и на тракийски крепости и светилища. Обитателите на този район са имали силно развити обществени, трудови и културни отношения.
През 45 г. този район окончателно попада под властта на римляните, които превръщат Тракия в римска провинция. Те укрепват днешния град Елхово и го наричат Орудица ад Бургум. През този период елховският край притежава много удобно транспортно местоположение, тъй като е разположен на два големи пътя: единият свързващ Адрианопол (Одрин) с Августа Траяна (Стара Загора), другият – Кабиле (Ямбол) с Черноморското крайбрежие. В периода IV – VI век Орудица ад Бургум попада в пределите на един силно развит регион с четириъгълна форма – Адрианопол – Филипопол – Берое – Кабиле, за който е характерна римската колонизация и нашествие на готи, хуни, а по-късно и на славяни. От времето на римското господство има много следи на материалната им култура, най-вече равнинни селища и пътища. До XIV век районът попада и в зоната на ромейското политическо, икономическо и културно влияние, и в границите на средновековната българска държава като буферна територия между често воюващите България и Византия.
Още по времето на хан Крум (802 – 814 г.) регионът е включен в пределите на българската държава. За това свидетелства прочутият Хамбарлийски надпис, намерен в околностите на днешното село Маломирово. След многобройни войни отделни части от региона попадат в различни административни области на Източната Римска империя или България. През XVII век в региона насилствено са заселени колонисти от Мала Азия, както и българи от Охридско, Кочанско, Софийско и Кюстендилско.
Берлинският конгрес през 1878 г. оставя долината на река Тунджа между Странджа и Сакар в пределите на Източна Румелия. През 1885 г., след Съединението на Княжество България с Източна Румелия, районът на днешната община Елхово е в границите на българската държава. След Балканските войни и Първата световна война тези територии се населяват от нови бежанци от Беломорието, които обогатяват местната народна култура с влиянието на традициите от Беломорска и Одринска Тракия.
До септември 2001 г. в града е разположен 12-и мотострелкови полк (създаден през 1885 г. като 11-а сливенска дружина), от състава на 7-а мотострелкова дивизия. Полкът е бил основното поделение в гарнизона и едно от най-боеготовите поделения на българската армия. В същия войскови район е имало и друго поделение на дивизията – разузнавателен батальон. Гарнизонът се е допълвал с гранично поделение – щабът на Елховския граничен отряд. В града са функционирали военен клуб и гарнизонен стол.

## Население
Според преброяването на населението през 2011 г. демографските ресурси на община Елхово възлизат на 16 332 души, от които 10 367, или близо 2/3 от населението са съсредоточени в общинския център град Елхово.
По данни от преброяването на населението през 2021 г. в община Елхово живеят 13 272 души, в т.ч. 8944 души в гр. Елхово, което представлява 67,39 % от общото население на общината.
Нарушена е възрастовата структура, като в подтрудоспособна възраст е около 18 % от населението, а в надтрудоспособна – повече от 23 %.
Средната гъстота на населението е по-ниска от средната за страната – 27 д./кв. км, което показва, че територията на общината е слабо усвоена.
Численост на населението според преброяванията през годините:
| \| Година на преброяване \| Численост \| \| --------------------- \| --------- \| \| 1934 \| 5110 \| \| 1946 \| 6720 \| \| 1956 \| 10 325 \| \| 1965 \| 11 314 \| \| 1975 \| 12 358 \| \| 1985 \| 13 678 \| \| 1992 \| 13 776 \| \| 2001 \| 12 394 \| \| 2011 \| 10 552 \| \| 2021 \| 8944 \| |           |
| Година на преброяване | Численост |
| 1934 | 5110      |
| 1946 | 6720      |
| 1956 | 10 325    |
| 1965 | 11 314    |
| 1975 | 12 358    |
| 1985 | 13 678    |
| 1992 | 13 776    |
| 2001 | 12 394    |
| 2011 | 10 552    |
| 2021 | 8944      |

Етническият състав включва 8982 българи и 779 цигани.

## Религии
Основна религия: източноправославно християнство. В града има православен храм – църквата „Свети Димитър Солунски“. Град Елхово и цялата Елховска община са в Тополовградското архиерейско наместничество, което от своя страна е в рамките на Сливенската митрополия.
В града има и евангелска петдесятна църква, която се намира на улица „Желязко Петков“ 25. ЕПЦ „Елхово“ е част от СЕПЦ („Съюз на евангелските петдесятни църкви в България“).

## Политика
Кметове на Елхово за периода 1878 – 1913 г.:
- Димитър Табаков – до 21 юли 1878 г.
- поручик Александър Маслов – окръжен началник на окръг Къзъл-агач от юли 1878 г. до 9 ноември 1878 г.
- Атанас Илиев – председател на Окръжен съвет на окръг Къзъл-агач от 21 юли 1878 г. до 9 ноември 1878 г.
- Желязко Петков – околийски началник на околия Къзъл-агач от 4 юни 1879 г.
- Стоян Кънев – кмет на Къзъл-агач от 1880 г. и от 1887 г. до 1889 г.
- Костадин Дончев – кмет на Къзъл-агач от 1883 г. до 1884 г.
- Васил Марков – кмет на Къзъл-агач от 1885 г. до 1886 г.
- Желязко Бахчеванов – кмет на Къзъл-агач до 1892 г.
- Иван Желязков – кмет на Къзъл-агач от 1892 г. до 1893 г. и от 23 ноември 1902 г. до 19 декември 1906 г.
- Динко Касъров – кмет на Къзъл-агач от 1894 г. до 17 януари 1897 г.
- Стоян Яламов – кмет на Къзъл-агач от 18 януари 1897 г. до 16 октомври 1898 г., от 2 март 1914 г. до 11 април 1915 г., от 30 юли 1918 г. до 7 февруари 1919 г.
- Георги Стоянов – кмет на Къзъл-агач от 17 октомври 1898 г. до 1899 г., от 10 ноември 1901 г. до 13 ноември 1902 г.
- Минчо Янчев – кет на Къзъл-агач от януари 1900 г. до 10 ноември 1901 г.
- Жельо Михов – кмет на Къзъл-агач от 20 декември 1906 г. до 31 декември 1907 г.; Председател на Тричленна комисия на Къзъл-агач от 13 април 1923 г. до 10 юни 1923 г.
- Димитър Ив. Попов – кмет на Къзъл-агач от 4 април 1908 г. до 24 май 1910 г.
- Иван Пеев – Кмет на Къзъл-агач от 10 юли 1910 г. до 11 декември 1913 г.

## Икономика
Градът е разположен върху Елховския лигнитен въглищен басейн. Залежите са 600 млн. тона, което го прави вторият по големина въглищен басейн в България след Маришкия. Добив не се осъществява, тъй като използването им означава преместване на целия град. Елхово има много добре развито млекопреработване – изнася млечни продукти като сирене и кашкавал. Има и предприятие за луксозни трикотажни изделия „Яница“ АД.
Промишленото производство на град Елхово е представено от предприятия в няколко отрасъла:
- машиностроене: „Елпром – Елхово“ АД, „Лемекон“ АД, „АКБ Консорциум“ ХАД, „Орудица 2000“ ООД (металолеене и производство на селскостопански прикачен инвентар);
- строителство: „БКС – Елхово“ ООД, ЕТ „Сто и пет“;
- лека промишленост: „Яница“ АД, „Дели-99“ ЕООД;
- хранително-вкусова промишленост: Млекопреработвателно предприятие „Аскент“, „Хляб и хлебни изделия“ ЕООД.

Развитието на селското стопанство се определя от благоприятните природни условия. То притежава растениевъдна насоченост, като с най-важно значение са зърнените култури, особено пшеницата, царевицата и ечемикът, които заемат над 1/3 от обработваемите площи. Добри условия има също за отглеждането на технически култури и по-специално на слънчоглед, кориандър и тютюн. В отделни райони е застъпено и лозаро-овощарството, както и зеленчукопроизводството (чесън, бамя, домати, дини, пъпеши). Специализиращи подотрасли на животновъдството са биволовъдството и пчеларството.
Нови възможности за развитие на външнотърговски и културни връзки дава откритият на 19 юни 2005 г. ГКПП Лесово - Хамзабейли на българо-турската граница. Пунктът е разположен на 36 км южно от града в близост до село Лесово.

## Обществени институции
- Многопрофилна болница за активно лечение „Св. Иван Рилски“ – първата газифицирана обществена сграда в града
- Автогара
- Общинска администрация – управление и отдели
- Общинска служба „Земеделие и гори“
- Районно полицейско управление
- Районен съд
- Районна прокуратура
- Следствен арест
- Регионален граничен сектор

Образователни институции
- Профилирана гимназия „Св. Климент Охридски“: (и двете паралелки са с интензивно изучаване на английски език)
  - Математически профил с профилиращи предмети: Математика, Информатика, Информационни технологии, Английски език
  - Предприемачески профил с профилиращи предмети: Предприемачество, Информационни технологии, География и икономика, Математика
- Професионална гимназия „Стефан Караджа“. Обучава млади специалисти в областите машиностроене, електротехника, лека промишленост, бизнес и екскурзоводство
- ОУ „Св. Паисий Хилендарски“
- ОУ „Св. Кирил и Методий“
- ПУИ „Н. Й. Вапцаров“ за деца с различна степен на умствена изостаналост (от I до VIII клас)
- ЦДГ „Надежда“
- ОДЗ „Невен“
- Общински детски комплекс – за развитие на интересите, способностите и наклонностите на учениците
- Читалище „Развитие“

## Транспорт
През Елхово преминават 3 пътя от Републиканската пътна мрежа на България:
- Републикански път I-7 от Ямбол за ГКПП Лесово - Хамзабейли;
- началният участък от Републикански път II-79 от Елхово за Болярово и Бургас;
- началният участък от Републикански път III-7008 от Елхово за Изгрев и Скалица.

В близкото минало в Елхово е функционирала крайната гара на жп линията Ямбол – Елхово от Железопътната мрежа на България. От 2002 г. жп линията не функционира за пътници, а от 2009 г. – и за превоз на товари. Железопътната гара в Елхово е закрита през 2003 г.

## Спорт
В града има аматьорски футболен клуб – ОФК „Елхово“. Градският стадион „Стефан Караджа“ е с капацитет от 1000 места.

## Забележителности
- В Елхово функционира Етнографско-археологически музей, който е част от Стоте национални туристически обекта.
- Театър „Сълза и смях“
- Резерват Долна топчия – землището на с. Изгрев-площ – 537,8 дка растителност – гора лонгозен тип; птици – колхидски фазан, кос, дрозд, скорци, бухал, кукумявка; бозайници – лисица, чакал, заек, дива свиня, елен лопатар.
- Местност Балабана с интересна лонгозна растителност, където гнездят чапли. Резерват „Балабана“ – землището на Елхово – площ – 672 дка растителност – лонгозна гора; птици – бели, нощни, гривести чапли; бозайници – чакал, лисица, заек.
- Няколко хижи, като Гьол Бунар край с. Голям Дервент, Студеното кладенче край с. Раздел, Дрънчи Дупка край с. Мелница.
- Ждрелото на река Тунджа „Даркая“ – намира се в землищата на селата Радовец и Лесово и обхваща площ от 19 хил. дка. Попада под защитата на закона заради редките 149 вида птици, 8 земноводни, 21 влечуги и други защитени и редки растителни и животински видове. Някои от видовете, които се срещат, са видра, леопардов смок, голям гребенест тритон, ивичест смок, жълтокоремна бумка.
- Пропастна пещера „Дрънчи дупка“ – има денивелация 24 м и дължина 27 м, на дъното на която тече подземна река. Намира се в живописна местност на 2 км западно от село Мелница в карстов район с няколко извора. Входът на пещерата много наподобява входа на родопската пещера „Утроба“ с тази разлика, че никога не я огрява слънце, понеже се намира на северен склон. На 300 м от пещерата има действаща туристическа хижа с езеро.
- Тракийски слънчеви светилища – намират се на около 20 км южно от гр. Елхово, в западните разклонения на Дервентските възвишения, в местностите Мучукови камъни и Мирчолови камъни, на 3 – 3,5 км южно от село Мелница. Върху самотно стърчащи скали, добре отличаващи се върху пресечения хълмист терен, са изсечени над 200 броя кръгове (дискове) с различен диаметър.
- Тракийски долмени до с. Голям Дервент – най-значимите находки от времето на Древна Тракия в Елховско са двата долмена, запазени южно от пограничното село Голям Дервент. Според Даниела Агре това е най-големият долмен, откриван в Тракия, на който дромосът (коридорът) към гробните камери е покрит, което е много рядко архитектурно решение. Особено внимание заслужава и фактът, че на базата на 800 известни долмена в България, Турция и Гърция това е единственият, на който входната плоча е орнаментирана с релефни изображения: лабрис, взаимно захапващи се змии и лабиринт.
- Тракийска могила край с. Борисово – намерената там тракийска колесница с емблема ягуар от римско време е открита от проф. Даниела Агре. Тя се определя от археоложката като безпрецедентна находка за Европа, защото е единствената луксозна четириколка, намирана по нашите земи във вида, в който е положена, и даваща представа как действително изглежда тракийска колесница.
- Парорийски манастир – на 35 км югоизточно от град Елхово в землището на боляровското село Воден се намират останките на исихасткия манастир „Св. Богородица“. Създаден е през 1335 г. в тогавашната погранична област Парория, от където става известен като Парорийски манастир. Създател на манастира е основоположникът на исихазма в България – монахът аскет Григорий Синаит.

## Редовни събития
- Празникът на града е през последната събота на март.
- Отбелязване на празника на лозаря „Трифон Зарезан“ – провежда се на 14 февруари в местността Лозята на град Елхово.
- Балкански пленер „Яница“ – пленерът има за цел да се популяризират чрез произведения на изкуството уникалната природа на Елховския край, архитектурно-историческите забележителности, бит и духовност, изразени чрез предания, фолклор, нрави и обичаи. В пленера участват творци от България и Турция. Завършва с експозиция от създадените творби.

## Побратимени градове
- Тригоно, Гърция от 2002 г.

## Известни личности
Родени в Елхово
- Ана Караиванова (р. 1949) – бивш депутат, главен инспектор в Инспектората към ВСС
- Ангел Вълев (1897 – 1944) – адвокат, антифашист
- Асен Стоянчев (р. 1912) – бащата на шизофренията
- Атанас Мерджанов (р. 1963) – депутат
- Васил Долапчиев (р. 1953) – общественик
- Велко Вълканов (1927 – 2016) – депутат
- Велко Кънев (1948 – 2011) – актьор
- Димитър Върбанов (1901 – 1999) – инженер
- Димитър Иванов (р. 1970) – футболист
- Димитър Яръмов (р. 1942) – писател
- Евгени Будинов (р. 1981) – актьор
- Енчо Керязов (р. 1973) – цирков артист, акробат, еквилибрист
- Живко Седларски (р. 1958) – работи в областта на монументалната и малката пластика
- Златка Керемедчиева (р. 1981) – актриса
- Иван Джорев (р. 1976) – бронзов медалист на Европейско първенство по борба свободен стил
- Константин Константинов (1903 – 1955) – учен музиколог, професор
- Маргарита Моллова (р. 1964) – акробатка
- Румяна Петкова (р. 1948) – режисьор
- Стоян Денчев (р. 1953) – депутат
- Стефка Баракова – двукратна световна шампионка по спортна акробатика
- Тодор Ялъмов (p. 1933) – художник и педагог
- Лили Маринкова (р. 1954) – журналист
- Яни Колев – деец на ВМОРО, четник на Михаил Даев[5]

## Кухня
Кухнята е разнообразна, запазила много старинни рецепти. Най-разпространени ястия са: кисело зеле със свинско месо на тава (зелник), пилешка и свинска кавърма, дроб сарма, сарми с лозов лист, зелеви сарми, бял боб в гърне, гювеч със зарзават и овнешко месо, телешка глава в шкембе, никулденски шаран – плакия, бахур, домашна наденица, странджански бабек и станджански старец (дядичко).
За закуска се приготвят гюзлеми (пекат се от тесто, напълнено със сирене, върху плоча, поставена на триножник „пиростия“), катми (пекат се от тесто върху специален сач), триеница „рязана чорба“ (нарязано тесто се кипва във врящо мляко), трахана (много подправки, размесени с люти чушлета, се сипват в купа с надробен хляб).
Голямо е разнообразието от тестени изделия – обредни хлябове за много празници, тутманици (хляб с плънка от сирене), баници, които в зависимост от плънката биват: зелници (с кисело зеле), лападници (с лапад), тиквеници (с тиква и орехи), козунаци, курабии, тестени туртички (малки парчета тесто, пържени в много мазнина), мекици, колачета (коледни кравайчета) и др.
Петмезът (карамелизиран мед с парчета тиква и дюли) е истинско лакомство за децата. Консервират се различни плодове със синап (хардал) – грозденица, крушеница, дреновица (от дренки), трънченица (от трънки), мушмулница (от мушмули). От сливи (джанки) се правят мармалади, а от сини сливи – пестил.
В Елхово почти във всяко домакинство се произвежда хубава гроздова или плодова ракия (скоросмъртница) и „алжирка“ – тъмно, гъсто вино с леко сладка жилка.